# Colectividad de ultramar
Una colectividad de ultramar (en francés, collectivité d'outre-mer o COM) es una división administrativa francesa definida en la última reforma constitucional de 2003. Incluye los territorios que se rigen por el artículo 74 de la Constitución, correspondientes a los antiguos territorios de ultramar y otras colectividades con estatus particulares.
Existen cinco colectividades de ultramar:
- La Polinesia Francesa negoció, el 27 de febrero de 2004, un estatus especial bajo la denominación de país de ultramar. Dispone de cierta autonomía, con un presidente, una asamblea y representación diplomática en el ámbito del Pacífico. Francia se reserva el derecho a la defensa.
- San Bartolomé se ubica en el mar Caribe. Hasta el 22 de febrero de 2007 fue parte del departamento de ultramar de Guadalupe, fecha en la que junto con San Martín se convirtieron en colectividades autónomas.
- San Martín se ubica en el mar Caribe. Hasta el 22 de febrero de 2007 fue parte del departamento de ultramar de Guadalupe, fecha en la que junto con San Bartolomé se convirtieron en colectividades autónomas.
- San Pedro y Miquelón, en el océano Atlántico, era anteriormente un departamento de ultramar y pasó en 1985 a ser una colectividad territorial. Tiene un estatus parecido a los departamentos, con un consejo general. Con la reforma constitucional no tuvo que realizar ningún cambio.
- Wallis y Futuna, en el océano Pacífico, tiene un estatus específico. Antiguo territorio de ultramar, desde 1961, con la reforma de la Constitución pasó a ser una colectividad de ultramar. Es el único territorio francés habitado que no está subdividido en comunas o municipios. Además, está constituido por tres monarquías tradicionales.

## Listado
| COM                                             | COM                                             | Capital(es) | Continente | Superficie | Población    | Densidad      | Ubicación |
| ----------------------------------------------- | ----------------------------------------------- | ----------- | ---------- | ---------- | ------------ | ------------- | --------- |
| Polinesia Francesa (Polynésie Française )       | Polinesia Francesa (Polynésie Française )       | Papeete     | Oceanía    | 4 167 km²  | 274 217 hab. | 66,22 hab/km² |           |
| San Bartolomé (Saint-Barthélemy )               | San Bartolomé (Saint-Barthélemy )               | Gustavia    | América    | 24 km²     | 10 000 hab.  | 385 hab/km²   |           |
| San Martín (Saint-Martin)                       | San Martín (Saint-Martin)                       | Marigot     | América    | 53 km²     | 35 742 hab   | 672 hab/km²   |           |
| San Pedro y Miquelón (Saint-Pierre-et-Miquelon) | San Pedro y Miquelón (Saint-Pierre-et-Miquelon) | San Pedro   | América    | 242 km²    | 6 069 hab.   | 25 hab/km²    |           |
| Wallis y Futuna (Wallis et Futuna)              | Wallis y Futuna (Wallis et Futuna)              | Mata-Utu    | Oceanía    | 274 km²    | 11 558 hab   | 57,9 hab/km²  |           |

## Historia
La isla de Mayotte fue una colectividad de ultramar (COM) hasta marzo de 2011, fecha en la que pasó a ser un departamento de ultramar (DOM).